# Henri Babey
Henri Auguste Babey est un membre de la deuxième mission militaire française au Japon où il arrive le 23 mars 1873. Son premier contrat avec le gouvernement japonais débute le 1er mai 1873 et se termine un an plus tard. Il est engagé dans divers domaines. En raison de sa versatilité, il trouve toujours du travail même après l'expiration de son contrat et ne quitte le Japon qu'en 1877.  
Babey est seulement listé par son nom de famille comme résident à l'emplacement # 30 Koji-machi à Tokyo de 1874 à 1877 sans autres remarques annotées. Comme les noms étaient inscrits selon leur prononciation japonaise, il est supposé que ce Babey est Henri Auguste Babey, bien que son nom ne soit listé dans aucun autre répertoire.